# Stazione di Mesagne
Stazione di Mesagne vasútállomás Olaszországban, Puglia régióban, Mesagne településen.

## Vasútvonalak
Az állomást az alábbi vasútvonalak érintik:
- Potenza-Brindisi-vasútvonal

## Kapcsolódó állomások
A vasútállomáshoz az alábbi állomások vannak a legközelebb: 
- Stazione di Latiano
- Brindisi Cittadella della Ricerca railway halt